# 伊萬尼夫卡 (薩爾內區)
51°17′5″N 26°29′52″E / 51.28472°N 26.49778°E
伊萬尼夫卡（烏克蘭語：Іванівка）是位於烏克蘭西北部的村莊，由里夫內州薩爾內區的薩爾內市鎮負責管轄。該村始建於1988年，面積1.18平方公里，海拔高度156米，2001年人口435，人口密度每平方公里368.6人。